# Kfz-Kennzeichen (Serbien)

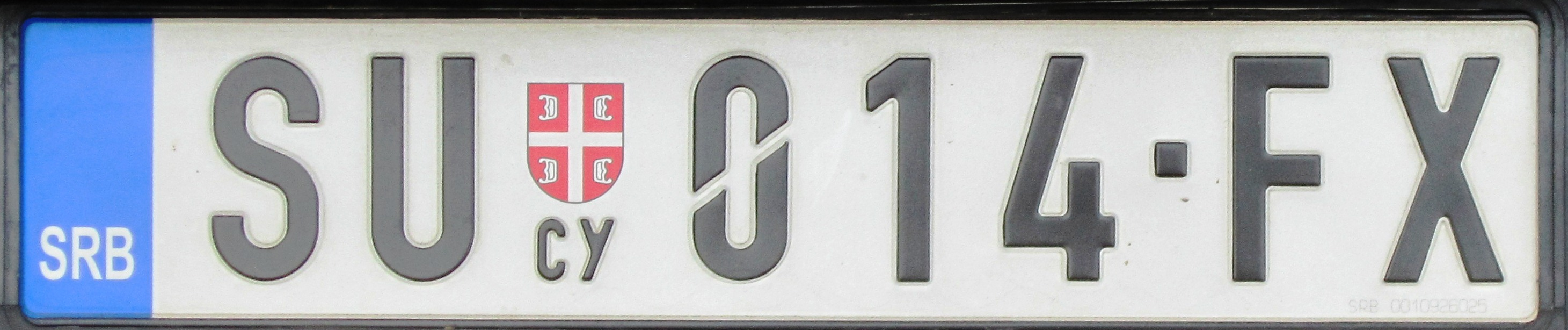
Aktuelles Kfz-Kennzeichen aus Serbien (SU = Subotica)

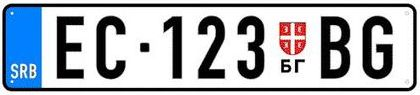
Anhängerkennzeichen aus Belgrad

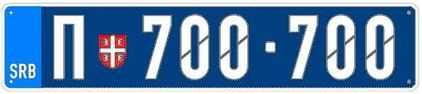
Polizeikennzeichen

Kennzeichen für Anhänger mit außergewöhnlichen Maßen

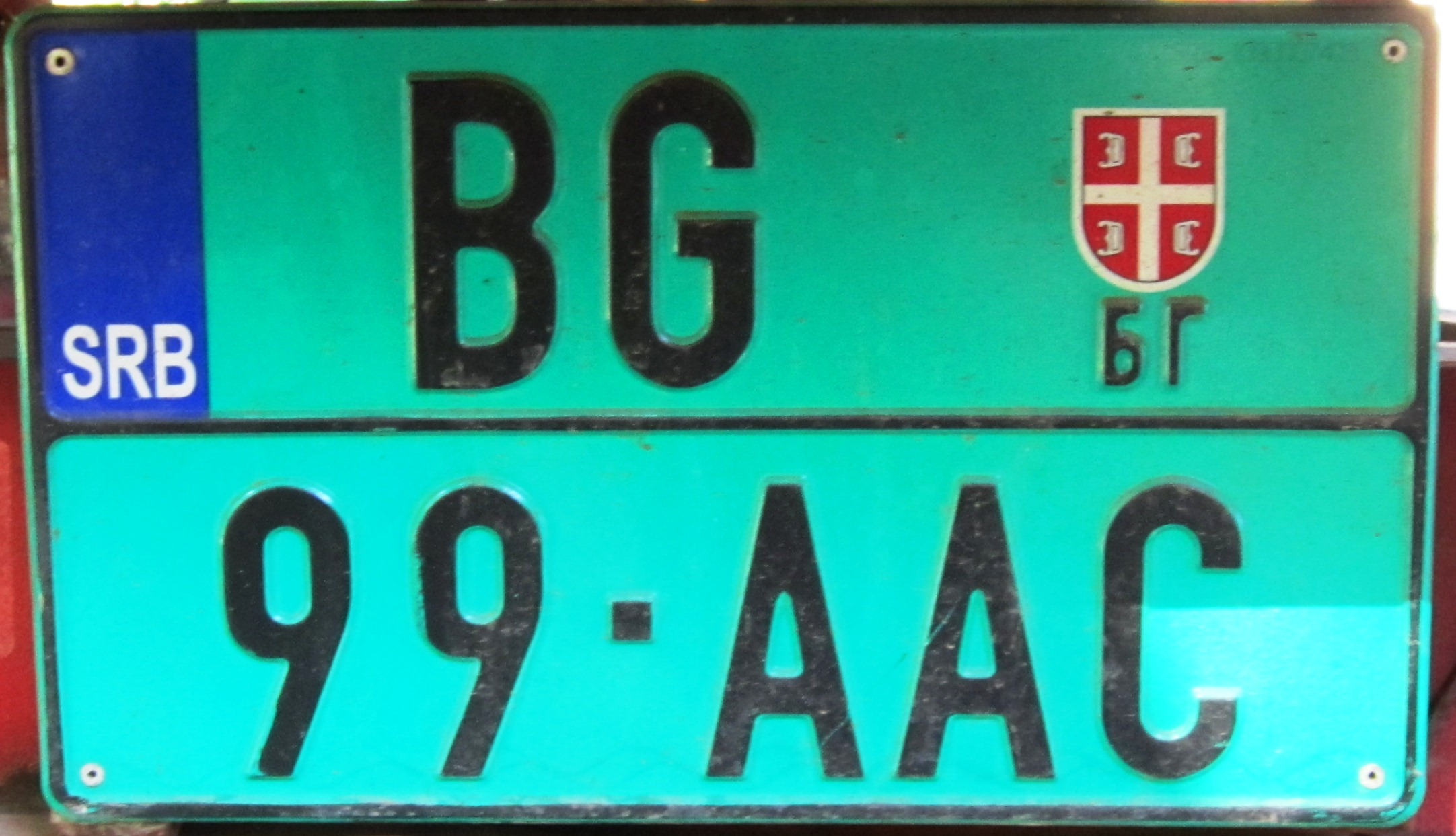
Zweizeiliges Schild für landwirtschaftliche Fahrzeuge

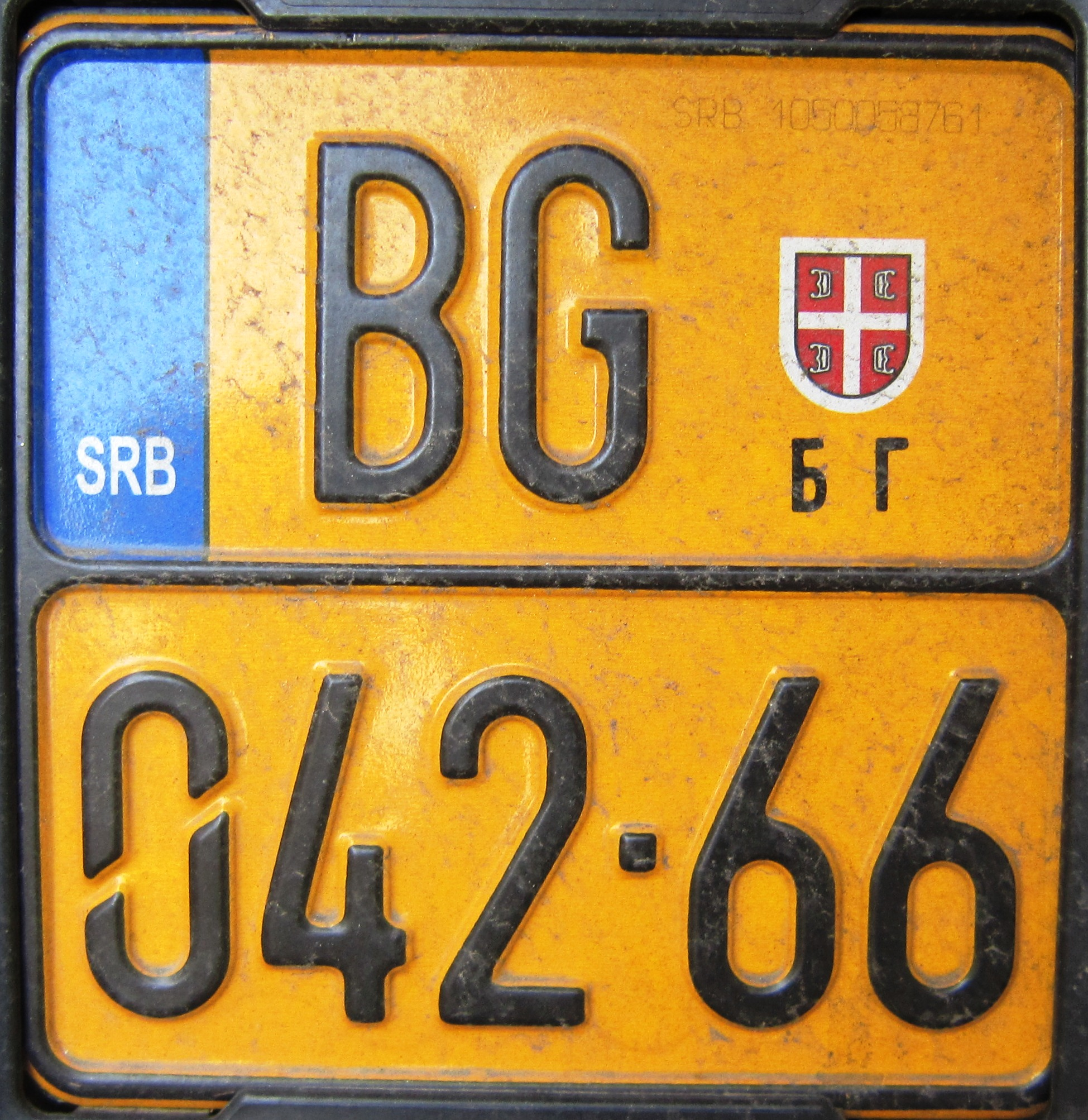
Mopedkennzeichen

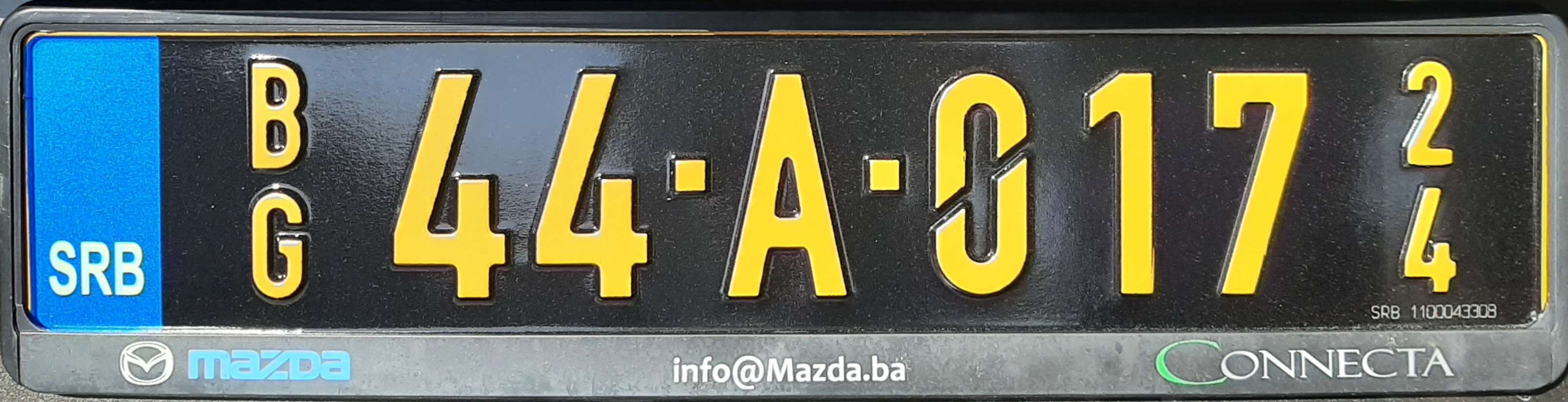
Diplomatenkennzeichen ab 2011, 44 = Österreich

Die aktuellen Kfz-Kennzeichen Serbiens wurden nach längerer Vorbereitung am 1. Januar 2011 eingeführt. Ursprünglich war die Einführung bereits im Juli 2009 geplant, wurde dann aber verschoben. Das Kosovo vergibt eigene Kfz-Kennzeichen, die im serbischen Kernland anerkannt werden. Auch die Bezirke im Kosovo entsprechen nicht mehr dem serbischen System.

## Aufbau
Die Kennzeichen sind dem europäischen Standard nachempfunden und entsprechen erstmals der Einheitsgröße von 520 mm × 110 mm. Die Schilder zeigen zunächst die beiden Buchstaben des Zulassungsbezirks, gefolgt vom Serbischen Schild. Unter dem Wappen erscheint das Zulassungsbezirkskürzel in kyrillischer Schrift. Es folgen drei oder vier Ziffern und zwei Buchstaben. Am linken Rand befindet sich ein blauer Balken, auf welchem das Länderkürzel SRB (serbisch Srbija) erkennbar ist. Dieser blaue Rand kann gegebenenfalls durch die zwölf europäischen Sterne erweitert werden, falls Serbien Mitglied der EU wird. Bei zweizeiligen Kennzeichen werden die Zeilen durch einen horizontalen schwarzen Strich voneinander abgeteilt.
Um Fälschungen zu erschweren, werden eine spezielle reflektierende Folie verwendet und RFID-Chips eingebaut. Mit Einführung der neuen Schilder sind nun auch in Serbien Wunschkennzeichen möglich, bei denen die Kombination nach dem Wappen frei gewählt werden kann.

## Kennzeichenarten
Für das aktuelle System wurden die grundlegenden Gestaltungsmerkmale der jugoslawischen Kennzeichen übernommen.
- Nummernschilder für Anhänger weisen einen abweichenden Aufbau auf, wobei der Regionscode am rechten Rand erscheint.
- Fahrzeuge mit stark abweichenden Maßen tragen rote Kennzeichen mit weißer Schrift.
- Grüne Kennzeichen mit schwarzer Schrift werden für landwirtschaftliche Fahrzeuge verwendet.
- Kleinere Zweiräder tragen gelbe Schilder.
- Temporäre Schilder zeigen zu Beginn die Buchstaben RP oder RPE für serbisch Registracija Privremena (Export).
- Die serbische Polizei nutzt Kennzeichen mit weißer Schriftfarbe auf blauem Grund. Sie zeigen nach dem kyrillischen Buchstaben П (lat. P) zwei Ziffergruppen.

## Kennzeichen der Streitkräfte
Die serbischen Streitkräfte nutzen bereits seit 2009 veränderte Schilder. Sie ähneln in ihren Abmessungen den jugoslawischen Kennzeichen und besitzen kein blaues Band am linken Rand. Zu Beginn erscheint das serbische Wappen. Es folgen ein Buchstabe, ein Bindestrich sowie eine abschließende Nummer.

## Diplomatenkennzeichen
Diplomatenkennzeichen besitzen einen schwarzen Grund und gelbe Aufschrift. Sie zeigen zunächst das übereinander stehende Regionskürzel, gefolgt von mehreren Ziffern, die das Herkunftsland der diplomatischen Mission bzw. der Organisation verschlüsseln. Nach einem Punkt folgt ein Buchstabe, welcher Auskunft über den Status der Mission gibt. Nach einer fortlaufenden dreistelligen Zahl endet das Schild am rechten Rand mit der übereinander stehenden Angabe der Jahreszahl, z. B. 11 für 2011.
| Diplomatische Kodes | Diplomatische Kodes | Diplomatische Kodes | Diplomatische Kodes |
| --- | --- | --- | --- |
| 10 Russland 11 Ukraine 12 Polen 14 Ungarn 15 Rumänien 16 Bulgarien 17 Albanien 18 Tschechien 19 Nordmazedonien 20 Israel 21 Angola 22 Slowakei 23 Bosnien und Herzegowina 24 Kroatien 25 Palästina 26 Portugal 29 Zypern 30 Vereinigtes Königreich 31 Südkorea 32 Finnland 33 Schweden 34 Norwegen | 35 Dänemark 36 Niederlande 37 Belgien 38 Spanien 39 Frankreich 40 Deutschland 41 Italien 42 Heiliger Stuhl 43 Schweiz 44 Österreich 47 Griechenland 48 Türkei 50 Slowenien 51 Guinea 53 Pakistan 54 Sri Lanka 55 Belarus 60 Vereinigte Staaten 62 Nigeria 63 Kanada 64 Argentinien 65 Brasilien | 66 Mexiko 70 UNICEF / UNDP 71 Ecuador 72 Kuba 76 Peru 77 UNHCR 78 Australien 79 Libyen 80 Algerien 81 Ägypten 82 Simbabwe 83 Iran 84 Indien 85 Myanmar 86 Japan 88 Volksrepublik China 89 Indonesien 90 Syrien 91 Libanon 92 Tunesien 93 Marokko 94 Ghana | 98 Irak 99 DR Kongo 101 Europäische Union 102 UNWFP 104 ECPD 105 EAR & SEED 111 OSZE 118 IKRK 119 IOM 120 IKRK 121 UNO & ICTY 123 UNHCR 125 EBRD 127 Europarat 128 IFC 129 Weltbank 130 Customs and Fiscal Assistance Office 136 UNO-Büro 137 Malaysia 138 ICMP 141 Montenegro 144 Vereinigte Staaten |

## Zulassungsbezirke

Geografische Verteilung der Kfz-Kennzeichen in Serbien

Bis zum Jahr 2008 gab es 43 Zulassungsbezirke (einschließlich des Kosovos). Es wurden zwei Bezirke abgeschafft, und weitere 18 kamen im Juli 2008 hinzu, im September 2010 wurde bekanntgegeben, dass weitere 15 Bezirke dazu kommen, am 16. Januar 2011 kam Nova Varoš hinzu. Damit sind es jetzt insgesamt 75 Bezirke. Am 20. August 2011 kam die Stadt Sjenica als ein neuer Bezirk hinzu. Einige Zulassungsbezirke tragen heute andere Namen als zu Zeiten Jugoslawiens, sodass auch die Kürzel dieser Zulassungsbezirke für Kfz-Kennzeichen geändert wurden.
| Kürzel | Region              | Gemeinden |
| ------ | ------------------- | --- |
| AL     | Aleksinac           | Aleksinac |
| AR     | Aranđelovac         | Aranđelovac |
| AC     | Aleksandrovac       | Aleksandrovac |
| BB     | Bajina Bašta        | Bajina Bašta |
| BG     | Beograd             | Barajevo, Voždovac, Vračar, Grocka, Zvezdara, Zemun, Lazarevac, Mladenovac, Novi Beograd, Obrenovac, Palilula, Rakovica, Savski Venac, Sopot, Stari Grad, Surčin, Čukarica |
| BO     | Bor                 | Bor, Majdanpek |
| BP     | Bačka Palanka       | Bačka Palanka |
| BT     | Bačka Topola        | Bačka Topola |
| BĆ     | Bogatić             | Bogatić |
| BU     | Bujanovac           | Bujanovac |
| BČ     | Bečej               | Bečej |
| VA     | Valjevo             | Lajkovac, Ljig, Mionica, Osečina, Valjevo |
| VB     | Vrnjačka Banja      | Vrnjačka Banja |
| VL     | Vlasotince          | Vlasotince |
| VP     | Velika Plana        | Velika Plana |
| VR     | Vranje              | Bosilegrad, Vladičin Han, Preševo, Trgovište, Vranje |
| VS     | Vrbas               | Vrbas |
| VŠ     | Vršac               | Bela Crkva, Plandište, Vršac |
| GM     | Gornji Milanovac    | Gornji Milanovac |
| DE     | Despotovac          | Despotovac |
| ZA     | Zaječar             | Boljevac, Sokobanja, Zaječar |
| ZR     | Zrenjanin           | Žitište, Novi Bečej, Nova Crnja, Sečanj, Zrenjanin |
| IN     | Inđija              | Inđija |
| IC     | Ivanjica            | Ivanjica |
| ЈА     | Jagodina            | Jagodina, Rekovac |
| КА     | Kanjiža             | Kanjiža |
| KC     | Koceljeva           | Koceljeva |
| KV     | Kraljevo            | Kraljevo |
| KG     | Kragujevac          | Batočina, Knić, Lapovo, Rača, Kragujevac |
| KŽ     | Knjaževac           | Knjaževac |
| KI     | Kikinda             | Čoka, Novi Kneževac, Kikinda |
| KL     | Kladovo             | Kladovo |
| KO     | Kovin               | Kovin |
| KŠ     | Kruševac            | Brus, Varvarin, Ćićevac, Kruševac |
| LB     | Lebane              | Lebane |
| LE     | Leskovac            | Bojnik, Medveđa, Crna Trava, Leskovac |
| LO     | Loznica             | Krupanj, Ljubovija, Mali Zvornik, Loznica |
| LU     | Lučani              | Lučani |
| NV     | Nova Varoš          | Nova Varoš |
| NG     | Negotin             | Negotin |
| NI     | Niš                 | Doljevac, Gadžin Han, Merošina, Ražanj, Svrljig, Niš |
| NP     | Novi Pazar          | Novi Pazar |
| NS     | Novi Sad            | Bač, Bački Petrovac, Beočin, Žabalj, Petrovaradin, Srbobran, Sremski Karlovci, Temerin, Titel, Novi Sad                                                                    |
| PA     | Pančevo             | Alibunar, Kovačica, Opovo, Pančevo |
| PB     | Priboj              | Priboj |
| PŽ     | Požega              | Požega |
| PI     | Pirot               | Babušnica, Bela Palanka, Dimitrovgrad, Pirot |
| PK     | Prokuplje           | Blace, Žitorađa, Kuršumlija, Prokuplje |
| PN     | Paraćin             | Paraćin |
| PO     | Požarevac           | Veliko Gradište, Golubac, Žabari, Žagubica, Kučevo, Malo Crniće, Požarevac                                                                                                 |
| PP     | Prijepolje          | Prijepolje |
| PT     | Petrovac na Mlavi   | Petrovac na Mlavi |
| RA     | Raška               | Raška |
| RU     | Ruma                | Irig, Pećinci, Ruma |
| SA     | Senta               | Ada, Senta |
| SV     | Svilajnac           | Svilajnac |
| SD     | Smederevo           | Smederevo |
| SJ     | Sjenica             | Sjenica |
| SM     | Sremska Mitrovica   | Sremska Mitrovica |
| SO     | Sombor              | Apatin, Kula, Odžaci, Sombor |
| SP     | Smederevska Palanka | Smederevska Palanka |
| ST     | Stara Pazova        | Stara Pazova |
| SU     | Subotica            | Mali Iđoš, Subotica |
| SC     | Surdulica           | Surdulica |
| ТО     | Topola              | Topola |
| TS     | Trstenik            | Trstenik |
| ТТ     | Tutin               | Tutin |
| ĆU     | Ćuprija             | Ćuprija |
| UB     | Ub                  | Ub |
| UE     | Užice               | Arilje, Kosjerić, Čajetina, Užice |
| ČA     | Čačak               | Čačak |
| ŠA     | Šabac               | Vladimirci, Šabac |
| ŠI     | Šid                 | Šid |

## Geschichte

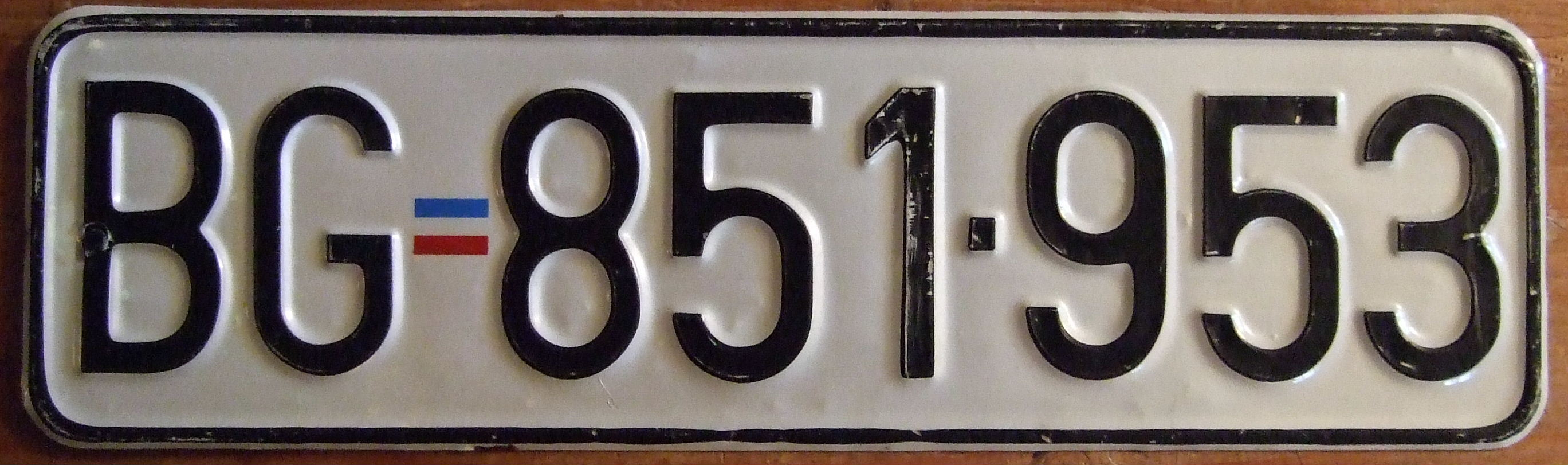
Kennzeichen aus Belgrad bis zum 31. Dezember 2010

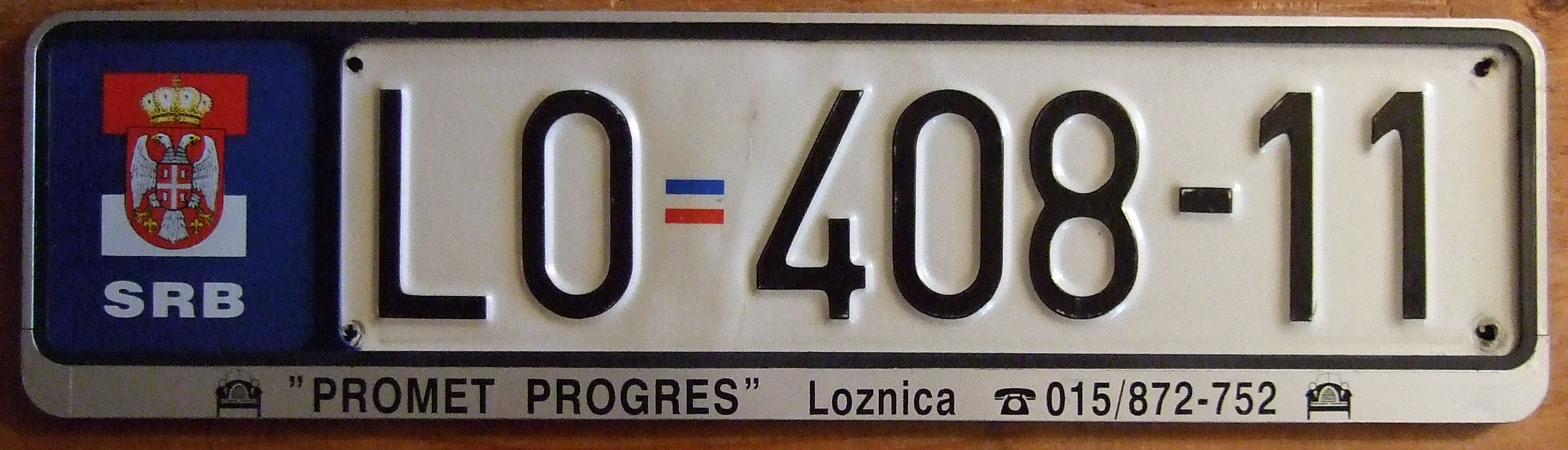
Kennzeichen aus Loznica mit serbischer Flagge bis zum 31. Dezember 2010

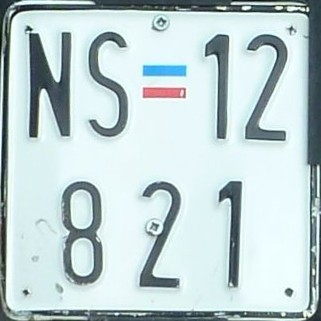
Motorradkennzeichen bis zum 31. Dezember 2010

Serbien war bis 1992 Teil der SFR Jugoslawien und danach neben Montenegro eine von zwei Teilrepubliken der Bundesrepublik Jugoslawien bzw. des Nachfolgestaats Serbien und Montenegro. 1961 wurden einheitliche Kennzeichen für ganz Jugoslawien eingeführt. Sie bestanden aus einem zweibuchstabigen Regionskürzel, gefolgt von einem roten Stern. Im Folgenden erschienen vier bis sechs Ziffern, durch einen Bindestrich in zwei Gruppen unterteilt. 1998 wurde der rote Stern durch die Flagge der Bundesrepublik Jugoslawien ersetzt. Bis auf diese kleine Änderung führte Serbien das Kennzeichensystem der SFR Jugoslawien bis Ende 2010 fort. Kennzeichen für landwirtschaftliche Fahrzeuge sowie für kleinere Zweiräder zeigten stets den vollständigen Namen der Kommune und eine fortlaufende Nummer.
2008 führte Montenegro ein eigenes Kennzeichensystem ein. Bis dahin konnte man die Kennzeichen von Serbien und Montenegro praktisch nur anhand der Kürzel des Zulassungsbezirkes oder anhand des Nationalitätszeichens einem der beiden Staaten zuordnen. Da die Schilder im Vergleich zum europäischen Standard deutlich kürzer waren, wurden sie häufig am linken Rand durch ein Feld mit der Symbolik des jeweiligen (Teil-)Staates ergänzt. Dargestellt wurden u. a. Wappen und/oder Flagge Serbiens bzw. Montenegros als auch die Nationalflagge des Staatenverbundes Serbien-Montenegros.
Das Nationalitätskennzeichen lautete Y (bis 1952) bzw. YU (bis 2003) für engl. Yugoslavia. Zwischen 2003 und der Unabhängigkeit führte Serbien und Montenegro die Buchstaben SCG für serbisch Srbija i Crna Gora. Das heutige Kürzel lautet SRB, während Montenegro MNE nutzt.